# Remigijus Valiulis
Remigijus Valiulis (Šilutė, 20 de setembro de 1958 — 19 de julho de 2023) foi um ex-atleta soviético, campeão olímpico em Moscou 1980. Conquistou a medalha de ouro no revezamento 4x400 m junto com Viktor Markin, Mikhail Linge e Nikolai Chernetsky.
Natural da então república socialista soviética da Lituânia, foi atleta do Dynamo Vilnius, da capital Vilnius. Sua melhor marca nos 400 m é 45s4 (1980).